# St-Michel (Draguignan)

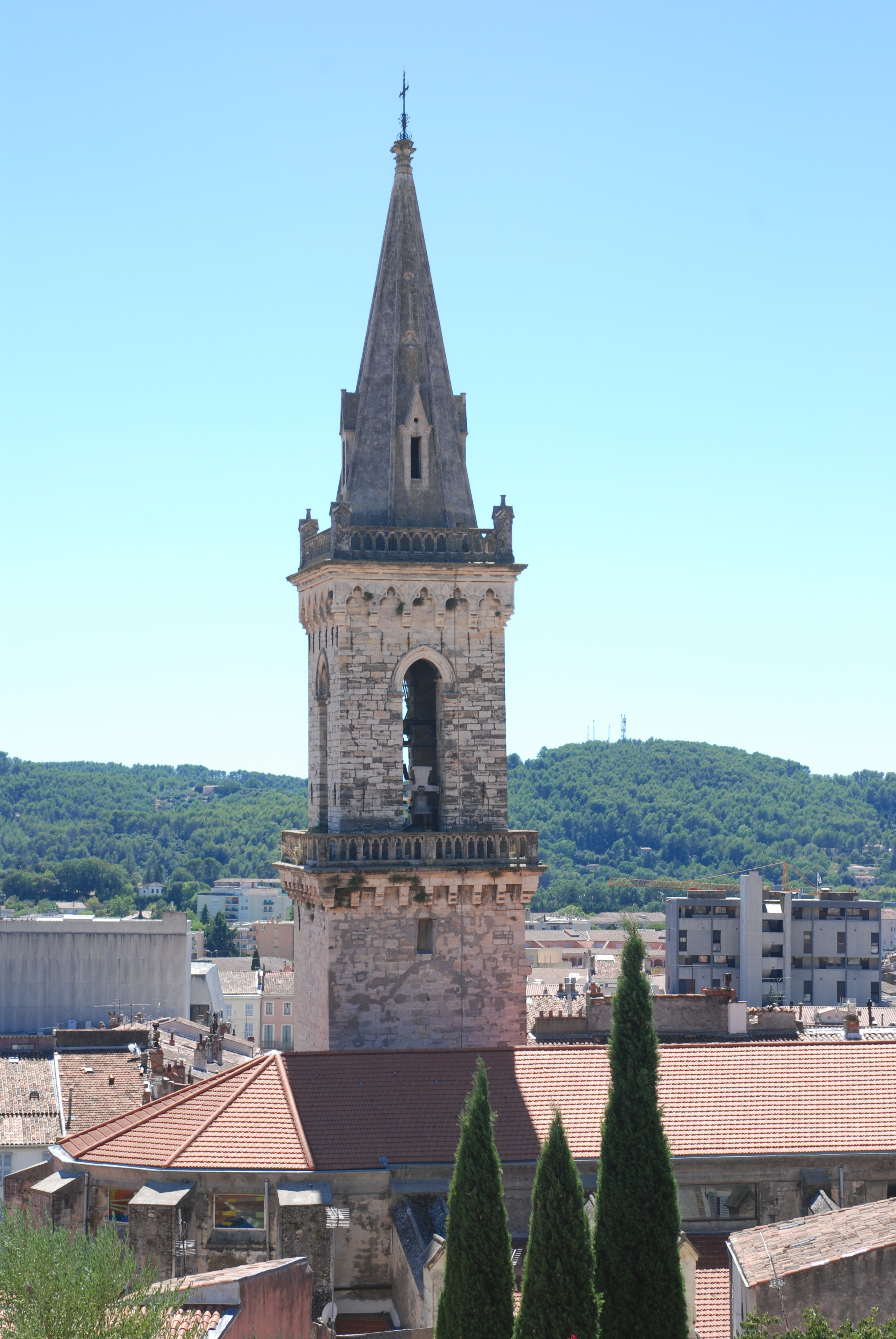
St-Michel (Draguignan)

Die Kirche Saint Michel ist die römisch-katholische Pfarrkirche von Draguignan im Département Var in Frankreich. Die Kirche gehört zum Bistum Fréjus-Toulon.

## Geschichte

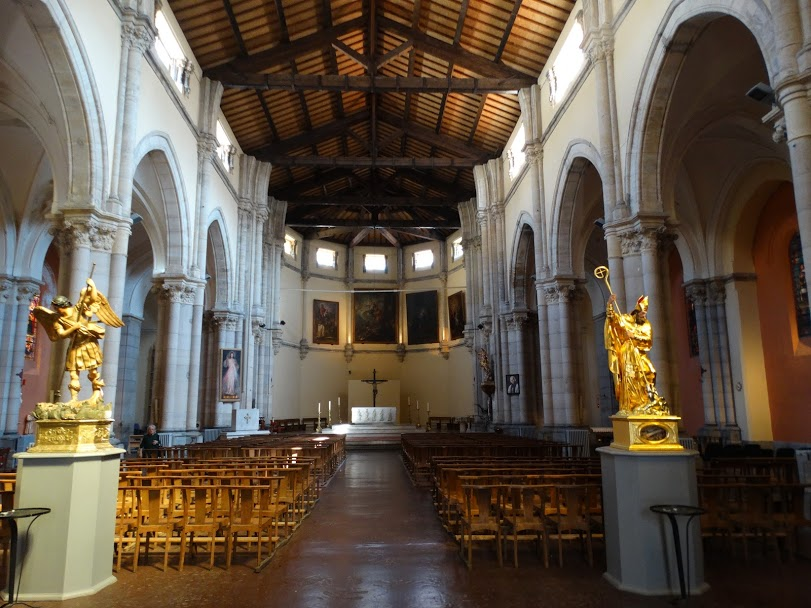
St-Michel (Draguignan)

In Draguignan gab es bereits im 10. Jahrhundert eine Pfarrkirche des Bistums Fréjus, die von 1104 bis 1162 der Abtei Lérins gehörte, dann aber an das Bistum zurückfiel. Ab 1409 gehörte sie zum Erzbistum Aix-en-Provence. Der Erzdechant der Kathedrale von Aix, Jean de Rascas (1545–1629, Onkel des berühmteren Pierre Antoine Rascas de Bagarris, 1562–1620), der für die Kirche zuständig war, erreichte 1570 beim Papst ihre Erhebung zur Stiftskirche mit einem Kapitel von sechs Kanonikern (bis 1790).
Von 1648 bis 1683 wurde die Kirche, die inzwischen wieder zum Bistum Fréjus gehörte, renoviert, von 1649 bis 1665 mit einem 39 Meter hohen Turm versehen und 1692 eingeweiht. Von 1864 bis 1870 kam es zum Abriss des romanischen Kirchenschiffs und zum Bau einer sechsachsigen neugotischen Kirche von erheblichen Ausmaßen. Ab 1957 war auch dieser Bau gefährdet und wurde 1962 durch ein niedriger gesetztes tragendes Holzdach dauerhaft gestützt. Dieses gewaltige Holzgewölbe verleiht dem neugotischen Innern der Kirche seither ihr charakteristisches Aussehen. Die Kirche ist ursprünglich Notre-Dame und dem Erzengel Michael geweiht, trägt aber heute nur den Namen Saint-Michel.

## Ausstattung
Die Kirche ist mit Figuren der Jungfrau Maria (mit sichtbarem Unbeflecktem Herzen), des Erzengels Michael (18. Jahrhundert) und des Ortsheiligen Hermentaire (auch: Armantaire, Armentarius, erster Bischof von Antibes) ausgestattet. Die Orgel stammt von 1979. Eine Wandtafel erinnert daran, dass die Pfarrei am 2. Januar 2010 dem schmerzhaften und unbefleckten Herzen Mariens geweiht wurde.

## Orgeln

### Orgel von 1887
Die Orgelbauwerkstätte Joseph Merklin erbaute 1887 eine Orgel mit 12 Registern, die bis 1979 in der Kirche stand.
Der französische Komponist Henri Mulet versah an ihr den Orgeldienst von 1937 bis 1958. Er bezeichnete das Instrument als Dudelsack und empfand das Spiel auf ihm als „Strafe“.
Die Disposition lautete 1888 wie folgt:
| I Grand Orgue C–g3 |     |
| Bourdon            | 16′ |
| Montre             | 08′ |
| Bourdon            | 08′ |
| Flûte harmonique   | 08′ |
| Gambe              | 08′ |
| Prestant           | 04′ |
| Flûte octaviante   | 04′ |
| Trompette          | 08′ |
| Trompette          | 04′ |

| II Récit expressif C–g3 |    |
| Voix céleste            | 8′ |
| Doublette               | 2′ |
| Hautbois                | 8′ |

| Pédale C–d1 |
| angehängt   |

- Koppeln: II/I, I/P, II/P

### Orgel von 1979

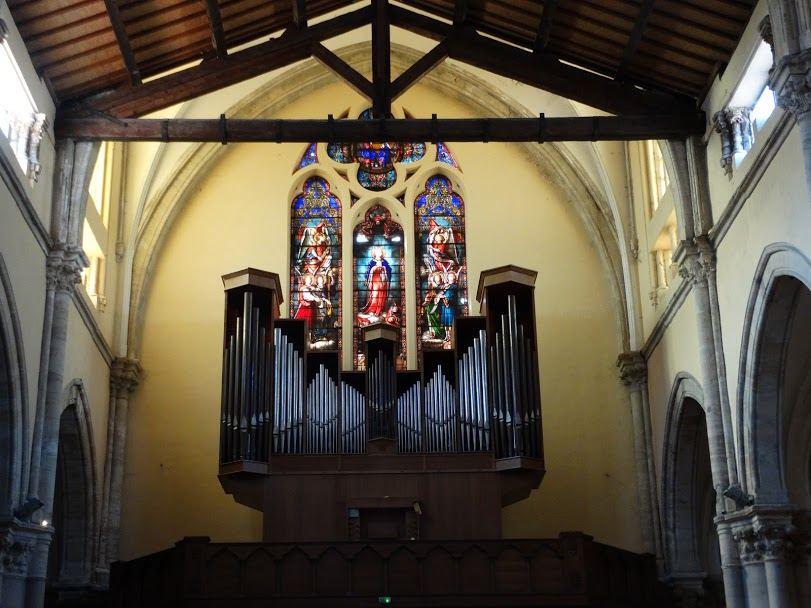
Orgel von 1979

1978/1979 wurde eine neue Orgel mit 22 Registern auf drei Manualen und Pedal der Werkstätte Laval-Thivolle auf der Empore errichtet.
Die Disposition von 1979 lautet wie folgt:
| I Grand-Orgue C–g3 |       |
| Quintaton          | 16′   |
| Montre             | 08′   |
| Bourdon            | 08′   |
| Prestant           | 04′   |
| Nazard             | 2 ⁄3′ |
| Doublette          | 02′   |
| Fourniture IV      |       |

| II Positif C–g3  |    |
| Flûte à cheminée | 8′ |
| Montre           | 4′ |
| Flûte à cheminée | 4′ |
| Sesquialtera II  |    |
| Cymbale III      |    |
| Régale           | 8′ |
| Tremulant        |    |

| III Résonnance C–g3 |     |
| Cornet V            |     |
| Trompette           | 08′ |
| Clairon             | 04′ |

| Pédale C–g1 |     |
| Principal   | 16′ |
| Principal   | 08′ |
| Bourdon     | 08′ |
| Principal   | 04′ |
| Posaune     | 16′ |

- Koppeln: II/I, III/II, III/I, I/P, II/P, III/Ped